# Pseudophoxinus antalyae
Espèce
Statut de conservation UICN

 VU D2 : Vulnérable
Pseudophoxinus antalyae (Antalya Spring Minnow, ou simplement Antalya Minnow en anglais) est un poisson d'eau douce de la famille des Cyprinidae.

## Répartition
Pseudophoxinus antalyae est endémique de deux rivières se jetant dans la baie d'Antalya en Turquie.

## Description
La taille maximale connue pour Pseudophoxinus antalyae est de 170 mm.

## Étymologie
Son nom spécifique, antalyae, lui a été donné en référence au lieu de sa découverte.

## Publication originale
- Bogutskaya, 1992 : A revision of species of the genus Pseudophoxinus (Leuciscinae, Cyprinidae) from Asia Minor. Mitteilungen aus dem Hamburgischen Zoologischen Museum und Institut, vol. 89, p. 261-290[4].